# Здание акимата Западно-Казахстанской области
Здание акимата Западно-Казахстанской области — историческое здание в городе Уральске (Казахстан). Изначально построено в 1904—1905 годах для Уральского отделения Русского Торгово-Промышленного коммерческого банка. После революции в здании банка разместился областной Совет рабочих, крестьянских и казачьих депутатов, с 1919 года часть здания заняли губернские комитеты РКП(б) и комсомола. Исполнительный комитет Уральского областного совета народных депутатов занимал здание на протяжении всей советской истории. С приобретением независимости Казахстана в здании разместилась резиденция Акима Западно-Казахстанской области. В 1982 году здание включено в список памятников истории и культуры Казахстана, как часть градостроительного комплекса старого Уральска.

## Архитектура
В литературе и статьях, посвящённых зданию отделения банка в Уральске существуют разночтения по поводу автора проекта и года окончания строительства здания. Большинство источников указывает датой постройки здания 1896 год, архитектором здания указывается Г. Бунькин. Именно с такими данными здание внесено в список памятников истории и культуры Казахстана, как «Памятник архитектуры XIX века». Специалист по истории архитектуры старого Уральска Рустам Вафеев в своей серии статей, посвящённых зданию, называет годом окончания строительства филиала Торгово-промышленного банка 1905 год, а автором проекта — архитектора Николая Дмитриевича Раевского. Эта версия подтверждается публикациями уральских газет начала XX века, подробно задокументировавшими ход строительства здания банка — от решения о строительстве, принятого в 1903 году, начала строительства в 1904-м и до его завершения в 1905-и году. В 1910 году Раевский стал ярославским городским архитектором, где построенное по его проекту здание Женской гимназии Антиповой весьма схоже с уральским банком.
Здание банка построено в неоклассическом стиле, имеет в плане П-образную форму и три этажа, из которых нижний — полуподвальный, был предназначен для размещения собственной электростанции и оборудования парового отопления здания, а также холодильных помещений для хранения продовольственных товаров разместившихся в то время в здании магазинов. Главный фасад здания включает центральный и боковые ризалиты. Перед главным фасадным окном здания архитектор поместил приставной портик с лоджией, двумя коринфскими колоннами и треугольным фронтоном. Дополнительным украшением центрального ризалита стали два балкона по краям портика с ажурными решётками холодной ковки. Первый этаж выделен сложнопрофильным карнизом. Центральные окна боковых и среднего ризалитов арочные, архивольты арочных окон имеют замковые камни. Главное арочное окно центрального ризалита разделено на три части, со сложнопрофильным импостом между этажами. Рядовые окна верхнего этажа оформлены развитыми наличниками с сандриками. Верхние этажи отводились отделению банка, к которому из вестибюля вела широкая парадная лестница. Над карнизами верхнего этажа здания архитектор поместил парапет с круглыми балясинами. В центральной части верхнего этажа располагался зал для проведения торжеств, позднее в нём обосновалось помещение биржи. В левом крыле была предусмотрено чайная для работников банка, а также квартира управляющего, в правом крыле — основные операционные залы и другие банковские помещения.

Фасад здания было решено украсить двумя фигурами уральских казаков, один из которых представлял первое поколение казаков на Яике — поколение «ушкуйников», искателей воли на новых землях, второй — современника строителей банка, занятого традиционным для уральских казаков видом рыболовства — багреньем. Газета «Уральские войсковые ведомости» так описывала модели этих скульптур перед их монтажом на фасаде: 
Две статуэтки – старинного казака в соответствующем тому времени одеянии, в ергаке из жеребячьих шкур, старом треухе – шапке, со старинным фитильным ружьём в руках, с кривою (клыч) саблей и оригинальной старинной пороховницею на поясе. Другая фигура – современного казака–баграчея, в папахе, в обыкновенной теплушке, подшароваренного и с атрибутами рыболова - подбагренником и петлею
Автором фигур казаков на фасаде здания банка был уральский художник и скульптор-любитель Н. Г. Калентьев. Он же стал автором фигур двух львов, охранявших центральный вход в банк. Львы располагались в специально предназначенных для них полукруглых нишах, лапами они опирались на щиты с гербами Уральска и Уральской области. Фигуры казаков и львов после революции 1917 года новые коммунистические власти посчитали излишними символами старого режима, скульптуры казаков после демонтажа с фасада утеряны. На их месте поместили стандартные для СССР фигуры рабочего и колхозницы. Львы после демонтажа не были уничтожены и позднее вновь вернулись в свои ниши на входе в здание, но уже без старорежимных гербов, поэтому их лапы повисли в пустоте. После объявления независимости Казахстана в ходе одного из ремонтов здания фигуры рабочего и колхозницы были также демонтированы и постаменты под фигуры казаков в настоящее время прикрыты водозащитными козырьками.

## История

### Строительство
Уральское отделение Русского Торгово-промышленного банка было открыто 1 октября 1894 года, практически одновременно с завершением строительства линии Рязано-Уральской железной дороги до Уральска. Два этих события сыграли огромную роль в экономическом развитии города, позволив расширить торговлю собственными товарами, а также транзит товаров между центральными районами империи и её центрально-азиатскими областями. Банк разместился в особняке купца Владимирова на Туркестанской площади. В начале XX века представители уральских торговых кругов неоднократно обращались к администрации области с запросами об открытии в Уральске торговой биржи: «Будучи издавна крупным рынком хлеба, рыбы и всякого сырья, Уральск… совершает сделки по старинному образцу… Коммерсанты не могут прийти к правильной постановке цен…» Уральская торговая депутация запросила разрешение на строительство на Туркестанской площади здания биржи. С таким же запросом обратилось руководство уральского филиала Торгово-промышленного банка. Власти области дали банкирам согласие, но выдвинули встречные условия: предложили банкирам совместить строительство нового здания банка со строительством помещения для биржи, а также пожертвовать для строящегося Храма Христа Спасителя 30 тысяч рублей на иконостас. Для строительства была выделена земля на Туркестанской площали, занятая деревянными торговыми балаганами и передвижным цирком. В сентябре 1903 года управляющий уральским отделением банка Краузе получил одобрение в центральном петербургском правлении банка на строительство собственного здания банка в Уральске, с выделением помещений для биржи, а также других коммерческих фирм. В качестве автора проекта и руководителя строительства был приглашён опытный архитектор Николай Дмитриевич Раевский, выпускник петербургского Строительного училища путей сообщения, работавшего на строительстве мостов и сооружений ряда железных дорог.

Подготовка к началу строительства началась в конце 1903 года с заготовки требуемых строительных материалов, а также с переговоров с подрядчиками, которые должны были поставить оборудование для электрического освещения и парового отопления будущего здания. Впервые в Уральске эти системы были предусмотрены ещё на стадии проектирования. Общая смета строительства превышала 200 тысяч рублей. Строительство началось в апреле 1904 года, как только грунт окончательно оттаял и подсох после весенней распутицы. Плотный глинистый грунт доставлял немало проблем при рытье фундамента, но он же благоприятствовал влагоизоляции будущего полуподвального этажа. Дополнительно для влагоизоляции была применена укладка изолирующего слоя асфальта. Темпы строительство немного снижало то обстоятельство, что готовые детальные чертежи поступали уже по ходу работ. К середине лета было завершено перекрытие цокольного этажа. 27 июня был проведён торжественный молебен в связи с началом строительства двух надземных этажей будущего банка. Проект предусматривал мощное противопожарное устройство стен здания, так оно описывалось в газете «Уралец»: 
...Они (помещения банка) вполне обеспечены и от пожара, и от взлома, так как устроены на массивных сводах, проходящих на все три этажа. Сверх сводов проложен на крепком цементном растворе толстый слой кремниевого бетона, который перекрыт сплошь толстым кровельным железом, а сверх котельного железа вновь толстый слой кремниевого бетона...
Темпы строительства были чрезвычайно высоки, уже в октябре 1904 года все три этажа здания были возведены, начались работы по возведению кровли. Окончательную чистовую отделку фасадов и внутренних помещений было решено оставить на строительный сезон 1905 года. Руководители отделения банка распорядились передавать готовые помещения арендаторам, не дожидась полного окончания строительства. Так, одними из первых, в своё новое помещение переехали сотрудники редакции и типографии газеты «Уралец». Уже 1 июня 1905 года начался выпуск газеты в помещениях первого и цокольного этажей. Осенью 1905 года были окончательно сняты наружные леса и жители Уральска смогли оценить красоту нового здания. К этому времени скульптор Калентьев завершил работы по изготовлению скульптур казаков, предназначенных для украшения главного фасада здания. Для уточнения деталей костюма и вооружения казака, представлявшего первое поколение казаков на Яике, Калентьев отправил снимки модели «профессору истории» в столице и получил его одобрение. 1 октября состоялось торжественное открытие банка, а 21 октября на площади перед банком состоялся торжественный митинг по случаю царского манифеста о даровании политических свобод — так заложилась традиция, перекочевавшая через советскую эпоху до дней независимого Казахстана.

### Использование
Кроме уже упомянутой редакции и типографии газеты «Уралец», на первом этаже здания разместились магазины, нотариальная контора и ресторан — в их числе аптекарский магазин Компанейца, магазин купца Р. Функа, парикмахерская Грязнова. Для эксплуатации и обслуживания электростанции, размещённой в цокольном этаже здания банка, был приглашён инженер Андрей Винклер. Запуск собственной электростанции банка позволил использовать электроэнергию также в здании Макаровского театра и в ближайшей церкви Иоанна Предтечи — таким образом было положено начало электросети города. Несмотря на то, что главный большой зал здания изначально предназначался для биржевых торгов, по окончании строительства он использовался в качестве кинозала — в нём начал работу электрический вивантограф системы «Патэ». Кроме демонстрации «живых картин», в зале давали спектакли труппы уральских любителей сцены. Торги же биржи впервые начались лишь в январе 1908 года. В 1911 году часть помещений банка и биржи стал арендовать Уральский окружной суд, что получило одобрение в городе, в газетах писали, что «ныне должно сказать, что Окружной Суд в Уральске помещается в здании, достойном и соответствующем его значению и заданию… Зал уголовных заседаний представляет собой последнее слово строительного искусства, два света, хоры, масса воздуха, простор, чудная вентиляция, удобства для публики и особенно для присяжных заседателей. Можно смело сказать, что как бы ни был велик наплыв посетителей заседаний, места и воздуха хватит всем и изнемогать от духоты, как это было в старом помещении никто не будет». Суд сохранял прописку в половине помещений здания долгое время, в том числе и после завершения Гражданской войны.

В 1917 году большой зал здания банка стал использоваться для заседаний городского и областного Советов рабочих, солдатских и казачьих депутатов, здесь же получили постоянную прописку их исполнительные комитеты. В советское время на фасаде здания был помещён текст телеграммы за подписью Ульянова-Ленина времён осады города казачьей Уральской армией: 
Прошу передать уральским товарищам мой горячий привет героям пятидесятидневной обороны осажденного Уральска, просьбу не падать духом, продержаться еще немного недель, геройское дело защиты Уральска увенчается успехом. Предсовобороны Ленин. 16 июня 1919 г.
Здание было прочно облюбовано множеством советских и партийных заведений: с 1919-го по 1921 годы здесь размещался областной революционный комитет; в том же 1919 году сюда въехали губернские комитеты ВКП(б) и комсомола. Комсомольцы объявили здание Дворцом юношества. По прежнему половину здания продолжал занимать губернский суд. Но со временем единственным хозяином банковских помещений остался Уральский областной совет народных депутатов и его Исполнительный комитет. Имя банка было постепенно вытеснено из памяти горожан и здание надолго получило имя советской бюрократической аббревиатуры — Облисполком. С обретением независимости Казахстана власти провели логичную рокировку: преемник областного совета депутатов — Маслихат переехал в бывшее здание обкома КПСС, а одно из самых красивых исторических зданий города было передано под резиденцию Акима Западно-Казахстанской области.

## Статус достопримечательности
В 1982 году бывшее здание коммерческого банка было включено в состав градостроительного комплекса старого Уральска, вошедшего в список памятников истории и культуры Казахской ССР республиканского значения. В 2008 году архитектурный комплекс был включен в обновлённый список памятников истории и культуры Казахстана республиканского значения.